# Promachus manilliensis
Promachus manilliensis là một loài ruồi trong họ Asilidae. Promachus manilliensis được Macquart miêu tả năm 1838. Loài này phân bố ở miền Ấn Độ - Mã Lai.